# Adam-12

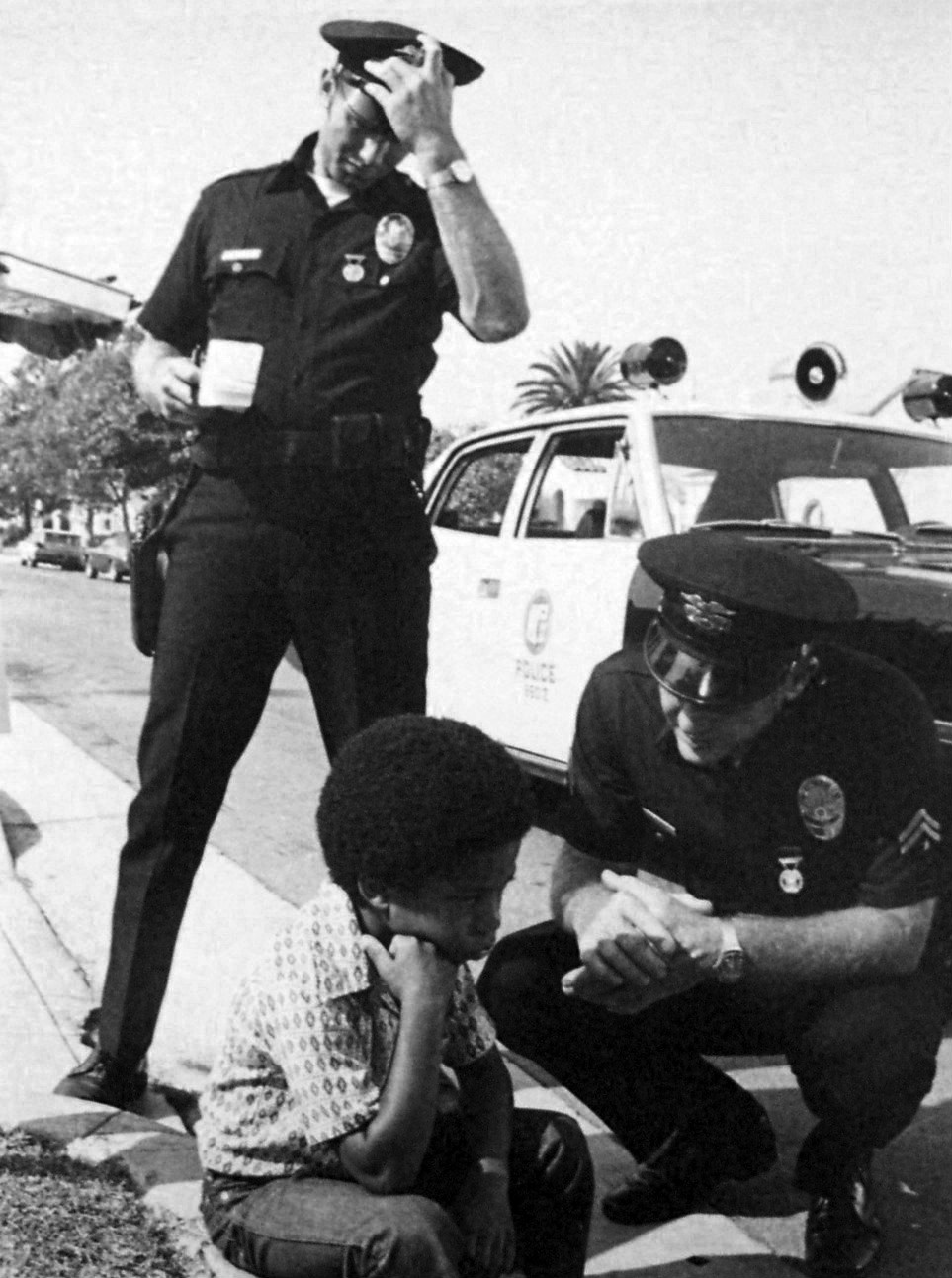
Kent McCord (Reed) en Martin Milner (Malloy) met Edward Crawford in Adam-12

Adam-12 is een Amerikaanse misdaadserie die op de Amerikaanse televisie werd uitgezonden van 1968 tot 1975.

## Cast
| Acteur               | Personage                          |
| -------------------- | ---------------------------------- |
| Robert Patten        | Detective Sgt Stone                |
| Martin Milner        | Officer Peter Joseph 'Pete' Malloy |
| Kent McCord          | Officer James A. 'Jim' Reed        |
| Chuck Bowman         | Detective Cole Edwards             |
| Kenneth Washington   | Officer Miller                     |
| Shaaron Claridge     | Verbindingsmedewerker              |
| Raymond Mayo         | Verdachte                          |
| Don Ross             | Investigator Kincaid               |
| Art Gilmore          | Lt Moore                           |
| Natalie Masters      | Vrouw                              |
| Robert Donner        | T.J.                               |
| James McEachin       | Dewey Randolph                     |
| Robert Rothwell      | Officer Russo                      |
| Jim B. Smith         | Investigator Johnson               |
| Myron Healey         | Carl Tremain                       |
| Virginia Gregg       | Anne White                         |
| Jed Allan            | Reno West                          |
| Howard Culver        | Doctor                             |
| Joseph Mell          | Bart Silver                        |
| John Nolan           | Bill Bradley                       |
| Foster Brooks        | Citizen                            |
| Lew Brown            | Charlie                            |
| Art Balinger         | Captain Grant                      |
| Alfred Shelly        | First Man                          |
| Larry Levine         | Bus Driver                         |
| Burt Mustin          | Charles Jenkins                    |
| Robert Clarke        | Dan Johnson                        |
| Leo Gordon           | Carl Carney                        |
| Dorothy Neumann      | Log 61                             |
| Eve Brent            | Ginger                             |
| Jack Hogan           | Lt Fred Benson                     |
| William Stevens      | Officer Walters                    |
| Ray Ballard          | Fenster                            |
| Marc Hannibal        | Officer Deacon                     |
| Bob Hastings         | Bartender                          |
| Jerome Sheldon       | Danny Simmons                      |
| James Driskill       | Ambulance Attendant                |
| Dan Ferrone          | Police Officer Johnson             |
| Sam Edwards          | Elvin Brady                        |
| Bert Holland         | Leonard Ross                       |
| Lewis Charles        | Gene Ellis                         |
| Angela Greene        | Sally Gentry                       |
| George Brenlin       | Duke Dukowski                      |
| John Dennis          | Bartender                          |
| Ronne Troup          | Carol Walker                       |
| Len Wayland          | Art Wilson                         |
| Thomas Bellin        | Charles Hammond                    |
| Alma Platt           | Flora Martin                       |
| Lillian Bronson      | Edna Digby                         |
| Anthony Eldridge     | Roy Wilson                         |
| Don 'Red' Barry      | Charlie Bishop                     |
| Paul Gleason         | Instructor Chuck Williams          |
| Allison McKay        | Doris Sutton                       |
| Doug Johnson         | Investigator J.J. Strickland       |
| Harry Hickox         | Henry Carruthers                   |
| Craig Hundley        | Jongen                             |
| Eve McVeagh          | Margaret Willis                    |
| Anne Whitfield       | Ellen Craig                        |
| Barbara Baldavin     | Betty Wells                        |
| Claude Johnson       | Officer Brinkman                   |
| Michael Bow          | Car Burglar                        |
| William Boyett       | Sgt. MacDonald                     |
| Morgan Jones         | Frank Slater                       |
| Ralph Manza          | Frank Standish                     |
| Ron Pinkard          | Barrett                            |
| Stacy Harris         | Carl Kegan                         |
| Sheila Bromley       | Grace Robertson                    |
| John Morgan Evans    | Carl Boyer                         |
| Tony Giorgio         | First Bandit                       |
| John Sebastian       | Calder                             |
| Thomas A. Geas       | John Lewis                         |
| Sidney Miller        | J. Simmons                         |
| Rachel Romen         | Audrey Shore                       |
| Charles Seel         | Franky                             |
| John Steadman        | Old Man                            |
| Kenneth Tobey        | Don Bates                          |
| Peter Brocco         | Andre Pochek                       |
| John Gallaudet       | Charley                            |
| Florence Lake        | Millicent Anderson                 |
| Louise Lorimer       | Gert                               |
| Gloria Manon         | Jackie Washington                  |
| Carmen Zapata        | Maria Lopez                        |
| Squire Fridell       | Floyd Bannister                    |
| Timothy Brown        | Kenneth James                      |
| Craig Chudy          | Bill                               |
| J. Pat O'Malley      | Louie                              |
| Woodrow Parfrey      | Harv                               |
| Michael Stearns      | Bartender                          |
| Larry J. Blake       | Booking Officer                    |
| Rand Brooks          | Bus Driver                         |
| Cliff McDonald       | First Attendant                    |
| Rod Cameron          | Henry Komac                        |
| Lynn Cartwright      | Clare Evans                        |
| Pamela Jones         | Jessie Gaynor                      |
| Charles Lampkin      | Henry Ward                         |
| Ron Henriquez        | Geronimo                           |
| Jordan Rhodes        | Larry Dent                         |
| John Davis Chandler  | Robin Sayde                        |
| Norm Crosby          | Charlie                            |
| Fred Holliday        | Ernest Fields                      |
| Barbara Nichols      | Elizabeth Mitchell                 |
| Mary Angela Shea     | First policewoman                  |
| Lenore Stevens       | Casey Marshall                     |
| Herb Vigran          | Gus Archer                         |
| Marie Windsor        | Carolyn Halsman                    |
| Winnie Collins       | Mrs. Kovacs                        |
| Robert Dowdell       | Lt Tom Ashton                      |
| Steve Franken        | Albert Porter                      |
| Milton Frome         | Apartment Manager                  |
| Russell Wiggins      | Andrews                            |
| Frank Sinatra jr.    | Gino Bardi                         |
| Dale Johnson         | Harvey Mortenson                   |
| Murray MacLeod       | Fred Hiller                        |
| Carlos Romero        | Detective Sanchez                  |
| Joe E. Tata          | Craig Hanawald                     |
| Robert DoQui         | Al Guinn                           |
| Steve Conte          | Ambulance Attendant                |
| Arnold F. Turner     | Officer Snyder                     |
| Rose Ann Deel        | Maddie                             |
| Amzie Strickland     | Mrs. Alltoff                       |
| Bruce Watson         | Carl Robinson                      |
| William Bramley      | Cullen                             |
| John Rayner          | Milt                               |
| Edward Crawford      | Harvey                             |
| Julian Burton        | Larry Lee                          |
| Nira Barab           | Karen                              |
| Craig Curtis         | Frank Spohr                        |
| Cynthia Hull         | Carol Anderson                     |
| Lee J. Lambert       | Brian Taggart                      |
| Steve Mitchell       | John Sims                          |
| Del Moore            | Mr. Erickson                       |
| Nina Shipman         | Jane                               |
| Quintin Sondergaard  | Lt Moore                           |
| Richard Steele       | Stanley                            |
| Richard Van Vleet    | George Calvelli                    |
| Michael F. Blake     | Kid                                |
| Paul Carr            | Professor Ray Pinter               |
| Alice Frost          | Efiginia Grimes                    |
| Mittie Lawrence      | Mrs. Devers                        |
| Stuart Lee           | Artie Finlay                       |
| Jim Neumarker        | First Man                          |
| Lee Stanley          | Officer Brinkman                   |
| Barry Williams       | Harold                             |
| Eunice Christopher   | Reba Beuhler                       |
| Jimmy Mathers        | Jimmy                              |
| Don Stewart          | Officer One                        |
| Michael-James Wixted | Bernard                            |
| Dawn Lyn             | Charlie Phelps                     |
| Al Checco            | Louie Niccola                      |
| Ben Frank            | John Henderson                     |
| E.A. Sirianni        | Carouso                            |
| Hampton Fancher      | Phillip Bartell                    |
| James Oliver         | Norm Michael                       |
| Joan Staley          | Agnes Wellman                      |
| John Cliff           | Security Guard                     |
| Ellen Corby          | Camille Gearhardt                  |
| John Lupton          | Ron Taylor                         |
| Scutter McKay        | Bill                               |
| Benny Rubin          | Mr. Gold                           |
| Tony Colti           | First Driver                       |
| Chuck Courtney       | Curtis Christie                    |
| James Eastin         | Ambulance attendant                |
| Diane Holden         | Angie Vanders                      |
| Butch Patrick        | Paul Foster                        |
| Bing Russell         | Johnson                            |
| David Westberg       | Bill Erickson                      |
| Gary Crosby          | Officer Ed Wells                   |
| Joyana Frederics     | Muriel Fletcher                    |
| Walter Mathews       | George Thurston                    |
| Stanley Adams        | Fred Ludden                        |
| Walker Edmiston      | Hutton                             |
| Dorothy Konrad       | Betty Barlow                       |
| Beth Brickell        | Doris Mills                        |
| Scott McCartor       | Chuck                              |
| Paul Picerni         | Bill Johnson                       |
| Byron Keith          | First Deputy Chief                 |
| Ralph Montgomery     | Man                                |
| Natividad Vacío      | Jose                               |
| Jack Webb            | Announcer                          |
| Ann Doran            | Martha                             |
| Bruce Gordon         | Mike Dehner                        |
| Wink Roberts         | Bob Benjamin                       |
| Rafael Campos        | Mike                               |
| Russ Conway          | Curtis Atherton                    |
| Buddy Foster         | Rusty Cobb                         |
| Ken Lynch            | Jack Stokes                        |
| Sally Mills          | Mrs. Tucker                        |
| Marshall Reed        | Capt Edwards                       |
| Harry Lauter         | Mike                               |
| Glenna Sargent       | Alice Bronson                      |
| Frank J. Scannell    | Bert White                         |
| Judd Laurance        | Arver Johnson                      |
| Willie Aames         | Billy Ray                          |
| David Bond           | Clark Watkins                      |
| William Campbell     | Charlie Shanks                     |
| Dick Whittinghill    | Mr. Hayes                          |
| Bill Williams        | Fred Wheeler                       |
| E.J. André           | Alex Mardigan                      |
| Mia Bendixsen        | Child                              |
| Jimmy Cross          | Ira Goodrich                       |
| Charles McGraw       | Lars Lowell                        |
| Ines Pedroza         | Mina                               |
| Irene Tedrow         | Emma Bonneau                       |
| Peggy Webber         | Mary Grant                         |
| Trini López          | Father Xavier Rojas                |
| Keye Luke            | George Lum                         |
| Randolph Mantooth    | John Gage                          |
| Felton Perry         | Cleotis James                      |
| Dennis Rucker        | Carl Young                         |
| Jason Wingreen       | Suspect                            |
| Francine York        | Girl                               |
| James Bacon          | Newsman                            |
| Nick Benedict        | First hoodlum                      |
| Charles Robinson     | Albert Cook                        |
| George Sawaya        | Bandit                             |
| Tom Drake            | Hanley                             |
| John Gilgreen        | Kringer                            |
| Fred Stromsoe        | 1st Suspect                        |
| Scott Garrett        | Keith Wheatley                     |
| Chanin Hale          | Helen Dugan                        |
| Peter Leeds          | Dennis Baker                       |
| Buddy Lester         | Neil                               |
| Jimmy Lydon          | Harvey Shore                       |
| Jo Anne Meredith     | Jessica Miles                      |
| Stuart Nisbet        | Burglar                            |
| Vic Perrin           | Abner Hempel                       |
| Michael Warren       | Larry Carter                       |
| Rodolfo Hoyos Jr.    | Antonio Sanchez                    |
| Rose Marie           | Jean Wagner                        |
| Maidie Norman        | Ethel May                          |
| Michael Richardson   | Norm Landon                        |
| William Wellman jr.  | Officer Snyder                     |
| Edward Faulkner      | Sgt Ed Powers                      |
| Hilly Hicks          | Kyler Johnson                      |
| Glen Stensil         | Speeder                            |
| Bobby Troup          | Dr. Joe Early                      |
| Norman Alden         | Charles Baker                      |
| John Elerick         | Divinity Student                   |
| Stacy Keach Sr.      | Mr. Barter                         |
| Johnny Silver        | Cookie                             |
| Jean Allison         | Elaine Rogers                      |
| Alice Backes         | Estelle Graybill                   |
| Don Diamond          | Clerk                              |
| Marty Ingels         | David Harwood                      |
| Seán Kelly           | Bill MacDonald                     |
| Elizabeth Kerr       | Lady                               |
| Regina Parton        | Hostage                            |
| Beulah Quo           | Mrs. Hong Toy                      |
| Ronnie Schell        | Henry Klemp                        |
| Lennie Weinrib       | Tony                               |
| Ben Frommer          | Gerald Wilson                      |
| Kim Hamilton         | Mrs. Anderson                      |
| Joe Kapp             | Joe Mitchell                       |
| Jack Manning         | Bill Porter                        |
| Juanita Moore        | Police Commissioner Edna Dixon     |
| Penny Santon         | Mary Maxwell                       |
| Lurene Tuttle        | Iris Kelly                         |
| Julie Bennett        | Angie                              |
| James Rosin          | Daniel Wilson                      |
| George Chandler      | Ed Mooney                          |
| James W. Gavin       | Officer Mills                      |
| June Lockhart        | Mrs. Whitney                       |
| Lee Montgomery       | Greg Whitney                       |
| Eric Shea            | Donnie                             |
| Virginia Vincent     | Marion Fenton                      |
| Aneta Corsaut        | Judy                               |